# Дриянский, Егор Эдуардович
Его́р Эдуа́рдович Дрия́нский (5 [17] мая 1812, Кошары, Черниговская губерния — 29 декабря 1872  [10 января 1873], Москва) — украинский и русский писатель.

## Биография
Из дворянской семьи. Учился в Нежинском лицее. Выступил в печати в 1850 году в «Москвитянине» с повестью из украинского быта «Одарка Квочка», носящей, как и последующее творчество, ощутимое влияние Н. В. Гоголя. Примкнув к кружку так называемой молодой редакции «Москвитянина», возглавляемого А. Н. Островским, Дриянский до конца дней сохранил привязанность к драматургу (сопровождал его в поездках на Волгу; был управителем его имения Щелыково).
В конце жизни был практически нищим. «Милый Миша, — писал А. Н. Островский брату в декабре 1872, — Егор Эдуардович Дриянский при последнем издыхании: нужда, сырые квартиры сломили его железное здоровье и довели до лютой чахотки. В темном углу, за Пресней, без куска хлеба, без копейки денег умирает автор „Одарки Квочки“, „Квартета“, „Туза“, „Паныча“, „Конфетки“ и пр., таких произведений, которые во всякой, даже богатой литературе были бы на виду, а у нас прошли незамеченными и не доставили творцу-художнику ничего, кроме горя. Теперь уж поздно бранить его за непрактичность, за хохлацкое упрямство, за неуменье показать товар лицом; теперь надо помочь ему. Сделай милость, напиши кому-нибудь из членов Литературного фонда, чтобы поспешили помощью несчастному Дриянскому (формальности на этот раз можно и обойти)…».

## Творческая деятельность
Дриянскому принадлежат: роман из жизни нарождающейся буржуазии «Туз» (1867), пьеса из провинциального быта «Комедия в комедии» (1855), детектив «Изумруд Сердоликович» (1863), повести «Квартет» (1858), «Амазонка» (1860), автобиографическая повесть «Конфетка» (1863, опубл. в «Современнике») и др. Лучшее его произведение — «Записки мелкотравчатого» (1857) — живописная панорама «отъезжего поля», показывающая охотников-дворян, крестьян, красоту среднерусской природы и поэзию псовой охоты. Первый вариант «Записок» появился в журнале «Москвитянин» № 2 за 1851 год под названием «Мелкотравчатые. Очерк из охотничьей жизни».

### Сочинения
- Записки мелкотравчатого. Ред. и вступ. ст. П. Щёголева. — М.—Л., 1930.
- Записки мелкотравчатого. Предисл. и примеч. В. М. Гуминского.— М.: Сов. Россия, 1985.— 207 с.